# Una nube cuelga sobre mí
«Una nube cuelga sobre mí» es una canción de la banda originaria de Chile Los Bunkers, escrita por los hermanos Durán. Es la cuarta canción del disco Barrio Estación y fue lanzada el 8 de octubre de 2010 como el último sencillo de dicho disco.

## Video
El video musical fue dirigido por Álvaro Díaz y Pedro Peirano, los creadores de 31 minutos. En el video se ve a la banda interactuando con los personajes de la serie infantil, ya que los integrantes le piden a Tulio Triviño y Juan Carlos Bodoque que sean los directores de su video musical, pero al fracasar la banda deciden cambiar de director por Guaripolo. Al final del video vuelven a dirigir Triviño y Bodoque, y terminan tocando la banda junto a los demás personajes de la serie vestidos como Los Bunkers (de traje).
Los 100 + pedidos
| Año  | MTV Norte | MTV Centro | MTV Sur |
| ---- | --------- | ---------- | ------- |
| 2009 | —         | 57         | —       |

## Recepción

### Posicionamiento en listas
| Lista                       | Posición |
| --------------------------- | -------- |
| Chile (Chile Singles Chart) | 25       |

## Créditos
Los Bunkers
- Álvaro López – Voz
- Francisco Durán – Teclados, Coros
- Mauricio Durán – Guitarra eléctrica, Coros
- Gonzalo López – Bajo eléctrico
- Mauricio Basualto – Batería

Músico invitados
- Camilo Salinas – Acordeón